# Куриловка (Новосибірська область)
Куриловка (рос. Куриловка) — село у Черепановському районі Новосибірської області Російської Федерації.
Входить до складу муніципального утворення Верх-Мильтюшінська сільрада. Населення становить 376 осіб (2010).

## Історія
Згідно із законом від 2 червня 2004 року органом місцевого самоврядування є Верх-Мильтюшінська сільрада.

## Населення
| 2002 | 2007 | 2010 |
| ---- | ---- | ---- |
| 454  | ↗463 | ↘376 |